# Kneitlingen
Kneitlingen is een gemeente in de Duitse deelstaat Nedersaksen. De gemeente maakt deel uit van de Samtgemeinde Elm-Asse in het Landkreis Wolfenbüttel. Kneitlingen telt 787 inwoners. De gemeente bestaat uit de kernen Ampleben, Bansleben, Eilum en Kneitlingen.

Volgens het 'volksboek' Van Ulenspiegels leven ende schimpelijcke wercken ende wonderlijcke avontueren die hi hadde, want hi en liet hem gheen boeverie verdrieten, oudste bewaard gebleven druk die van Michiel van Hoochstraten, Antwerpen z.j. werd Thiel Ulespieghel – zoals zijn naam daar gespeld wordt – geboren in het land van "Sassen" (Saksen, in het dorp "Knetlinge" (Kneitlingen) en werd hij gedoopt in het naburige Amplenen (Ampleben), een kasteeldorp in de directe nabijheid van Burg Ampleben, waarvan alleen de motte nog (vanuit de lucht goed) zichtbaar is.
- Gemeinsame Normdatei: 4619319-4
- Virtual International Authority File: 239648549
- WorldCat: E39PBJtRMKBpqQtVwhGGG3vGpP

Baddeckenstedt · 
Börßum · 
Burgdorf · 
Cramme · 
Cremlingen · 
Dahlum · 
Denkte · 
Dettum · 
Dorstadt · 
Elbe · 
Erkerode · 
Evessen · 
Flöthe · 
Haverlah · 
Hedeper · 
Heere · 
Heiningen · 
Kissenbrück · 
Kneitlingen · 
Ohrum · 
Remlingen-Semmenstedt · 
Roklum · 
Schladen-Werla · 
Schöppenstedt · 
Sehlde · 
Sickte · 
Uehrde · 
Vahlberg · 
Veltheim (Ohe) · 
Winnigstedt · 
Wittmar · 
Wolfenbüttel